# Rheinbraun 318–319
Die normalspurigen Tenderlokomotiven 318 und 319 von Rheinbraun waren von Krupp mit den Fabriknummern 2149 und 2154 hergestellte Industrielokomotiven der Bauart D n2t.
Die Lokomotive 2149 wurden 1941 an I. G. Farben, Frankfurt (Main), Abt. Braunkohlenwerke Frechen mit dem Namen WACHTBERG und die 2154 1940 an die Gewerkschaft Beisselgrube, Neurath mit dem Namen HORREM I ausgeliefert. Erst 1960 wurden sie von Rheinbraun übernommen.
Eine Lokomotive ist bis heute erhalten.

## Geschichte

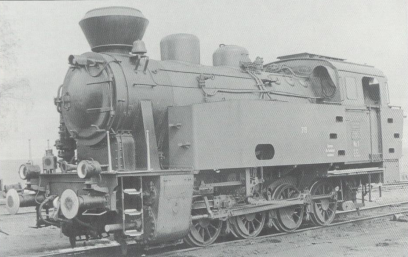
Foto der 2149 in der Ursprungsausführung in den 1950er-Jahren

Entwickelt wurden die Lokomotiven für den Betrieb bei den Brikettfabriken im Rheinischen Braunkohlerevier mit stückiger Braunkohle oder Braunkohlenbrikett. Für ihren Betrieb mussten sie mit einem speziell entwickelten Rost und einem vergrößerten Verbrennungsraum erhalten.
Diese beiden Lokomotiven wurden geliefert, als Konstruktionseinschränkungen und Vereinfachungen infolge des Zweiten Weltkriegs noch nicht wirksam waren. Ursprünglich besaßen sie einen im Schornstein eingesetzten Funkenfänger in Form eines Kobel-Schornsteins nach Johann Rihosek.
Die 2149 war zuerst bei den Braunkohlewerken in Frechen, die 2154 war zuerst bei der Gewerkschaft Beißelgrube in Horrem auf den Normalspurstrecken im Einsatz. Sie waren bis zur Elektrifizierung der Strecken unabkömmlich. Nach der Elektrifizierung waren sie auf den fahrleitungslosen Abschnitten im Dienst.

### Rheinbraun 318 und 319
1960 wurden sie von der Rheinbraun übernommen und als 318 (FNr. 2149) bzw. 319 (FNr. 2154) bezeichnet. 1964 wurde die 2149 ausgemustert und verschrottet. Die 2154 kam 1969 zum Eschweiler Bergwerks-Verein, wo sie bis 1992 als EMIL MAYRISCH Nr. 3 im Rangierbahnhof Siersdorf der Grube Emil Mayrisch im Einsatz war.

### EMIL MAYRISCH Nr. 3 / 92 6505
Die Lokomotive 319 wurde erhalten und kam als EMIL MAYRISCH Nr. 3 zu den Eisenbahnfreunden Kraichgau und war danach auf verschiedenen Museumseisenbahnen in Deutschland im Einsatz. Die Lokomotive hat die fiktive Nummer 92 6505 in Anlehnung an das Nummernschema der Deutschen Reichsbahn  erhalten. 2012 wurde sie außer Betrieb genommen und 2014 an die Ørbæk Bryggeri nach Dänemark verkauft. Dort wurde sie bei der Hvide Sande Skibs- & Bådebyggeri äußerlich hergerichtet. Heute befindet sich die Lokomotive als Ausstellungsstück in der ehemaligen Maschinenwerkstatt der DSB in Nyborg, die nach deren Stilllegung von der Nyborg Destilleri gekauft und zur Fabrikationsstätte umgebaut wurde.

## Konstruktion
Die Lokomotiven waren einfach gegliederte und übersichtlich aufgebaute Vierkuppler mit seitlichen Wasserkästen. Der einfache Blechrahmen war als Innenrahmen ausgeführt. Von den Antriebsachsen waren die zweite und vierte Achse verschiebbar angeordnet, das ermöglichte ein sicheres Durchfahren von Gleisbögen mit Halbmessern bis 90 m herunter. Antriebsachse war die dritte Achse. Die Lok war mit der Heusinger-Steuerung ausgerüstet.
Der Kessel war für den Betrieb mit Braunkohle mit speziellem Rost sowie vergrößerter Verbrennungskammer ausgerüstet und bestand aus drei Schüssen. Zwischen erstem und zweitem Schuss saß ein Dampfdom und auf dem hinteren Schuss der Sandkasten, von dem aus die zweite sowie die Treibachse beidseitig gesandet werden konnten. Die Loks besaßen elektrische Beleuchtung mit einem Turbogenerator und die Druckluftbremse. Es wurden alle Achsen von vorn gebremst, die Luftpumpe saß vorn rechts neben der Rauchkammer.